# كاميل كونتيه
كاميل كونتيه (مواليد 26 ديسمبر 2002) هو لاعب كرة قدم سيراليوني يلعب في مركز خط الوسط في نادي ميدلزبره.

## روابط خارجية
- كاميل كونتيه على موقع قاعدة بيانات كرة القدم.إي يو (الإنجليزية)
- كاميل كونتيه على موقع ليكيب (الفرنسية)
- كاميل كونتيه على موقع ناشيونال فوتبول تيمز (الإنجليزية)
- كاميل كونتيه على موقع Soccerbase.com (لاعب) (الإنجليزية)
- كاميل كونتيه على موقع Soccerway.com (الإنجليزية)
- كاميل كونتيه على موقع عالم كرة القدم.نت (الإنجليزية)